# Finningen

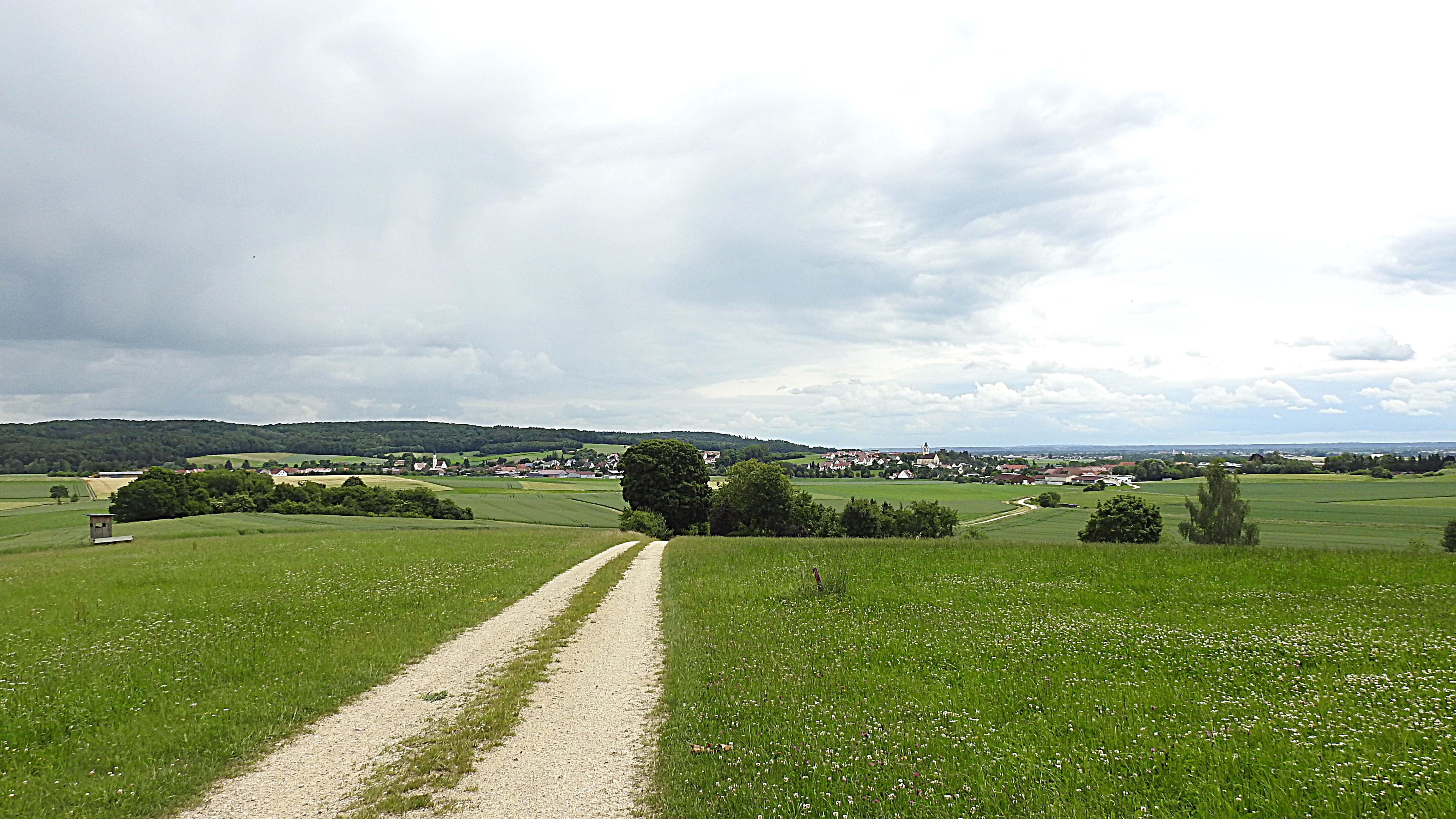
Unter- und Oberfinningen von Nordwesten

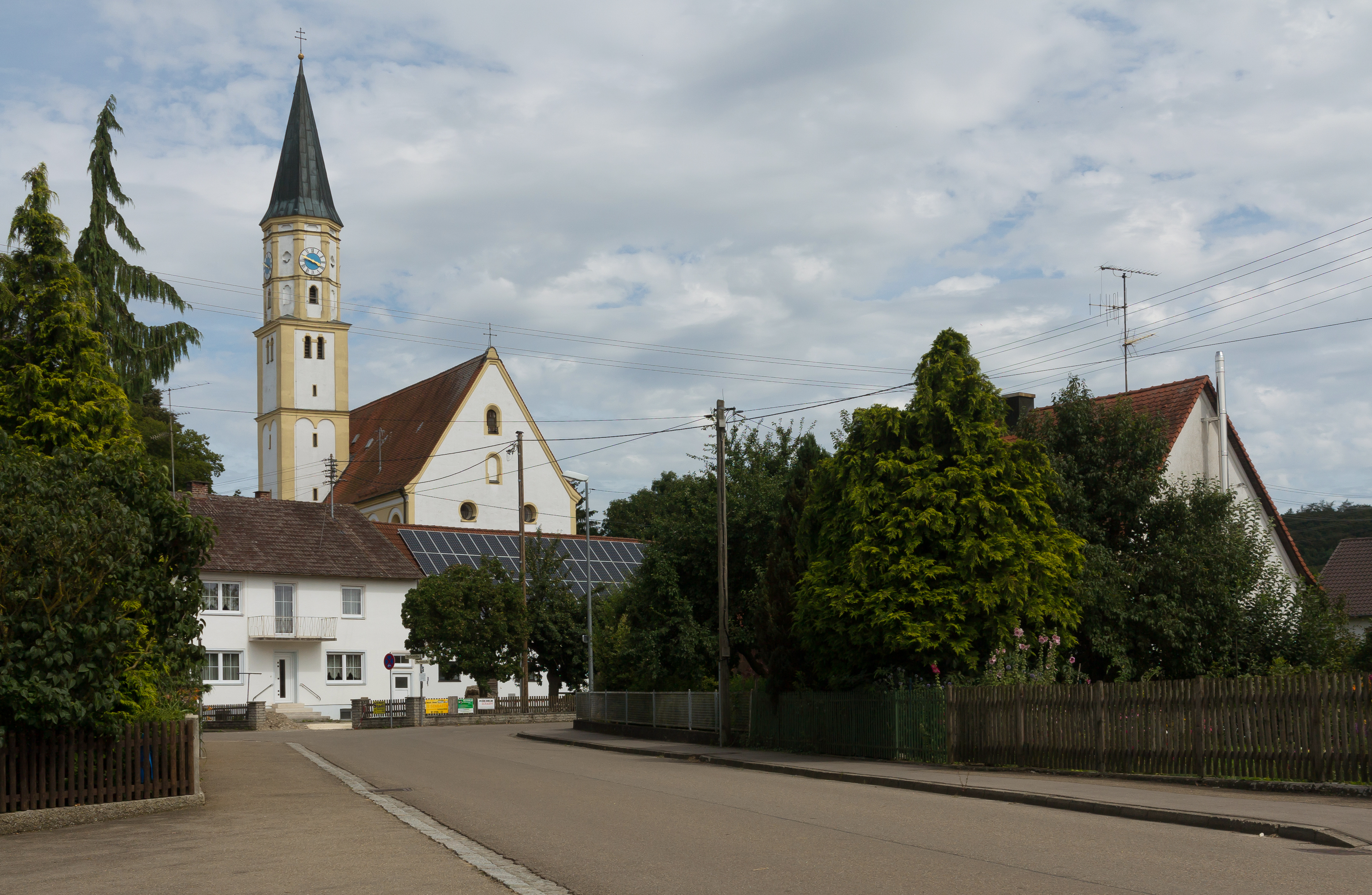
Finningen, Pfarrkirche Sankt Martin

Finningen ist eine Gemeinde im schwäbischen Landkreis Dillingen an der Donau.

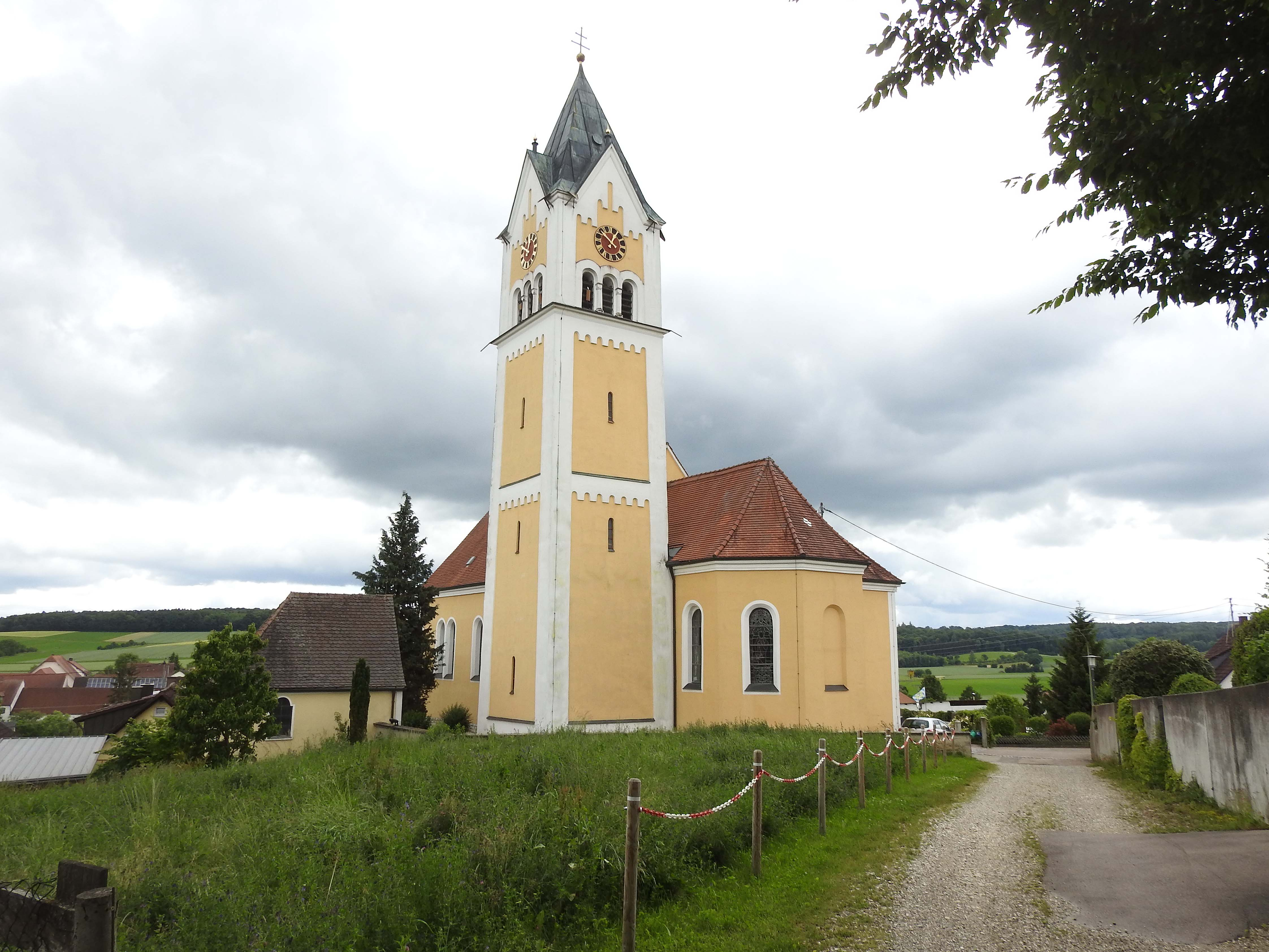
Kirche St. Johannes Baptist in Oberfinningen

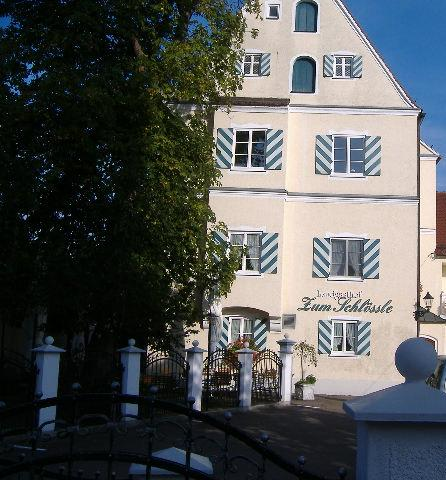
Schloss in Unterfinningen, 16. Jahrhundert

## Geographie
Finningen liegt in der Region Augsburg.
Es gibt drei Gemeindeteile (in Klammern ist der Siedlungstyp angegeben):
- Brunnenmühle (Einöde)
- Finningen (Pfarrdorf)
- Mörslingen (Pfarrdorf)

Es gibt die Gemarkungen Mörslingen, Oberfinningen und Unterfinningen.

## Geschichte
Finningen gehörte zum Reichsstift Kloster Sankt Ulrich und Afra Augsburg. Der Ort war Teil des Kurfürstentums Bayern und bildete eine geschlossene Hofmark, die 1803 mit dem Stift aufgehoben wurde.
Im Zuge der Verwaltungsreformen im Königreich Bayern entstanden mit dem Gemeindeedikt von 1818 die Gemeinden Oberfinningen und Unterfinningen.

### Eingemeindungen
Im Rahmen der Gebietsreform in Bayern haben sich am 1. Januar 1974 die Gemeinden Oberfinningen und Unterfinningen zur neuen Gemeinde Finningen zusammengeschlossen. Am 1. Mai 1978 kam Mörslingen hinzu.

### Einwohnerentwicklung
Zwischen 1988 und 2018 wuchs die Gemeinde von 1430 auf 1710 um 280 Einwohner bzw. um 19,6 %.
| Jahr      | 1961 | 1970 | 1987 | 1991 | 1995 | 2000 | 2005 | 2010 | 2015 | 2020 | 2023 |
| --------- | ---- | ---- | ---- | ---- | ---- | ---- | ---- | ---- | ---- | ---- | ---- |
| Einwohner | 1263 | 1317 | 1402 | 1477 | 1528 | 1574 | 1630 | 1646 | 1677 | 1745 | 1849 |

## Politik
Die Kommune ist Mitglied der Verwaltungsgemeinschaft Höchstädt an der Donau.

### Gemeinderat
Der Gemeinderat besteht aus dem ersten Bürgermeister und zwölf Gemeinderatsmitgliedern. Bei der Gemeinderatswahl 2020 entfielen sieben Mandate als Gemeinderatsmitglied auf die Mörslinger Liste und fünf Mandate auf die Christliche Wählervereinigung.
| Parteien und Wählergemeinschaften       | % 2020 | Sitze 2020 |
| --------------------------------------- | ------ | ---------- |
| Mörslinger Liste                        | 55,35  | 7          |
| Christliche Wählervereinigung Finningen | 44,65  | 5          |
| Gesamt                                  | 100,0  | 12         |
| Wahlbeteiligung in %                    | 82,14  | 82,14      |

### Bürgermeister
Erster Bürgermeister ist seit 2008 Klaus Friegel (Mörslinger Liste). Er wurde bei der Wahl vom 15. März 2020 mit 81,0 % für weitere sechs Jahre bestätigt.

### Wappen
| Wappen von Finningen | Blasonierung: „Unter schwarzem Schildhaupt, darin nebeneinander drei sechsstrahlige goldene Sterne, in Gold ein blaues Einhorn; hinten in Rot über einem gesenkten silbernen Balken, belegt mit dem gotischen Buchstaben A, ein runder goldener Zinnenturm.“ |
| Wappen von Finningen | Wappenbegründung: Das Einhorn ist dem Wappen der Herren von Finningen entnommen, die von 1268 bis 1360 als Ortsadelsgeschlecht nachweisbar sind. Das Augsburger Kloster St. Ulrich und Afra erwarb den Großteil der Güter in Oberfinningen und Unterfinningen. Unter Abt Johann Hohensteiner wurde 1443 der Grunderwerb im Gemeindegebiet abgeschlossen. Daran erinnern die drei Sterne aus dem persönlichen Wappen des Abtes. Die hintere Schildhälfte steht für Mörslingen. Die Herrschaft Mörslingen gehörte im 14. Jahrhundert den Herren von Altheim, deren Adelssitz Goldburg genannt wurde und nordöstlich des Ortes auf dem Goldberg lag. Ihr Wappen zeigte einen mit einem gotischen Großbuchstaben A belegten Balken. Dieses Wappenbild sowie die goldene Burg erinnern an dieses für Mörslingen bedeutende Adelsgeschlecht. Dieses Wappen wird seit 1986 geführt. |

## Bodendenkmäler
Siehe: Liste der Bodendenkmäler in Finningen

## Wirtschaft und Infrastruktur

### Wirtschaft einschließlich Land- und Forstwirtschaft
Im Jahr 2020 gab es nach der amtlichen Statistik im produzierenden Gewerbe 151 und im Bereich Handel und Verkehr 33 sozialversicherungspflichtig Beschäftigte am Arbeitsort. In sonstigen Wirtschaftsbereichen waren am Arbeitsort 19 Personen sozialversicherungspflichtig beschäftigt. Sozialversicherungspflichtig Beschäftigte am Wohnort gab es 840. Im verarbeitenden Gewerbe gab es keine und im Bauhauptgewerbe sieben Betriebe. Zudem bestanden im Jahr 2016 38 landwirtschaftliche Betriebe mit einer landwirtschaftlich genutzten Fläche von 1558 ha, davon waren 293 ha Ackerfläche und 1266 ha Dauergrünfläche.

### Bildung
Es gibt folgende Einrichtungen in Finningen (Stand 2021):
- 2 Kindertageseinrichtungen: 99 genehmigte Plätze mit 85 betreuten Kindern

Die Gemeinde Finningen ist Mitglied des Schulverbandes „Grund- und Mittelschule Höchstädt a.d.Donau“.

## Söhne und Töchter der Stadt
- Dominikus Ringeisen (* 1835 in Unterfinningen; † 1904) war ein römisch-katholischer Geistlicher und Begründer der Ursberger Anstalt (heute Dominikus-Ringeisen-Werk)